# یواس‌اس وایت‌وود (ای‌ان-۶۳)
یواس‌اس وایت‌وود (ای‌ان-۶۳) (به انگلیسی: USS Whitewood (AN-63)) یک کشتی بود که طول آن ۱۹۴ فوت ۶٫۵ اینچ (۵۹٫۲۹۶ متر) بود. این کشتی در سال ۱۹۴۴ ساخته شد.